# Ружьё системы Энсона — Дилея

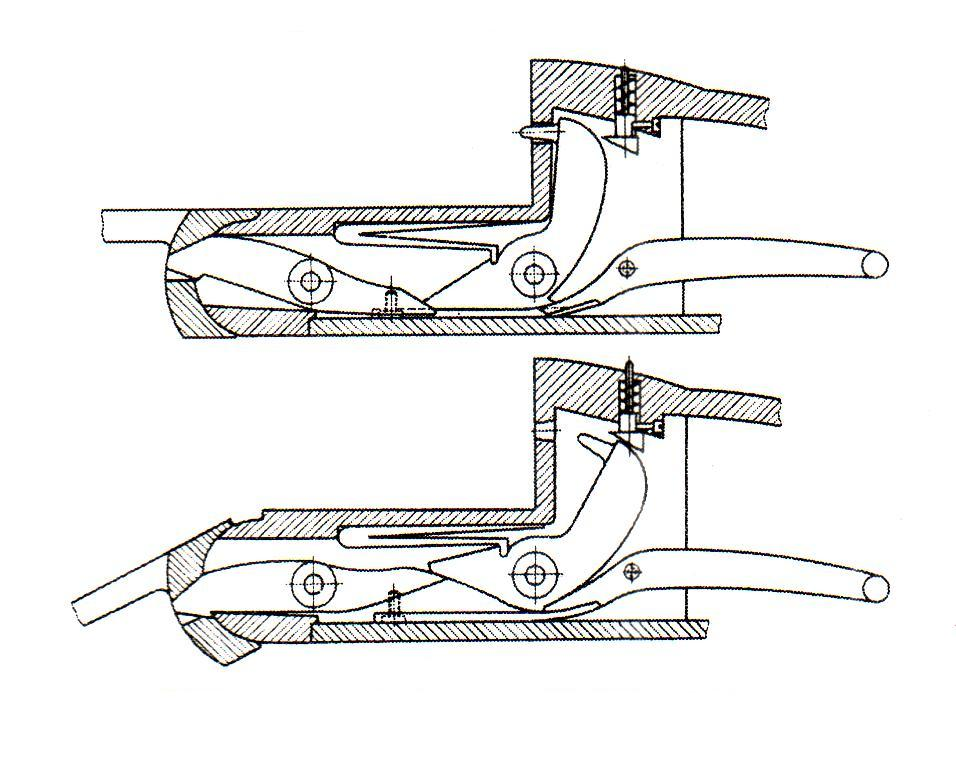
Современный вариант устройства ударно-спускового механизма Энсона-Дилея

Ружье системы Энсона-Дилея — это бескурковое ружьё явилось первой удачной системой, воплотившей в жизнь идею внутренних курков. Система ружья была запатентована в 1875 году служащими фирмы «Вестли Ричардс» Энсоном (Anson)и Дилеем (Deely).

## Конструкция
В ружьях системы Энсона-Дилея курки взводятся весом откидывающихся стволов. При открывании стволов цевье в гнездо которого входит одно из плеч взводящего рычага, опускаясь, поворачивает взводящий рычаг на оси, который другим своим плечом давит на плечо курка; курок сжимает боевую пружину и становится на боевой взвод.
Предохранитель запирает затвор автоматически, хотя в некоторых ружьях встречается и неавтоматический предохранитель. Такой предохранитель не ослабляет вырезами шейку ложи и не требует каждый раз дополнительного приема перед стрельбой.

## Применение
Со временем ружья системы Энсона-Дилея стали изготовлять лучшие оружейники Великобритании — Вестли Ричардс, Скотт и др. Система с небольшими усовершенствованиями служит до наших дней.